# Bill Gates
William Henry Gates al III-lea (n. 28 octombrie 1955, Seattle, Washington, SUA), cunoscut mai ales ca Bill Gates, este co-fondator, împreună cu Paul Allen, al companiei Microsoft Corporation. A ocupat locul 1 în topul celor mai bogați oameni din lume în anul 2017, și locul 4 în 2021. În timpul carierei sale la Microsoft, el a fost, până în 2014,  principalul deținător de acțiuni al companiei.

## Date biografice
William Henry Gates III s-a născut la Seattle, Washington, SUA pe 28 octombrie 1955, fiind  fiul avocatului William Henry Gates Sr. și al profesoarei universitare și om de afaceri, Mary Maxwell Gates.
Începe studiile la Lakeside School, una dintre cele mai cunoscute școli din Seattle în anul 1967. Din anul 1973 urmează cursurile universitare la Harvard, dar în anul III renunță la cursuri și împreună cu Paul Allen, prietenul său din copilărie, înființează compania Microsoft în anul 1975. În anul 1980, Bill Gates realizează prima afacere importantă cu IBM pentru 56.000 dolari. Sistemul de operare MS-DOS este disponibil pe PC-urile produse de IBM.
În anul 1985 lansează prima versiune a sistemului de operare Windows. În 1989, lansează Microsoft Office, cea mai populară suită de aplicații de birou.
Din 1986,  Microsoft devine companie publică, fiind cotată la bursă. În anul 2000, împreună cu soția sa, înființează fundația de caritate "Bill and Melinda Gates".
S-a căsătorit cu Melinda French din Dallas, Texas, la 1 ianuarie 1994. Ei au trei copii: Jennifer Katharine (1996), Rory John (1999) și Phoebe Adele (2002).
În anul 2005, regina Marii Britanii îi acordă titlul de "Cavaler al Imperiului Britanic".
La 15 iunie 2006, Bill Gates își anunță retragerea din Microsoft, începând cu iulie 2008.

## Viața
Gates s-a născut în Seattle, Washington, părinții săi sunt William H. Gates și Mary Maxwell Gates. Părinții lui sunt de origine engleză, germană și scoțieni-irlandezi. Tatăl său a fost un avocat proeminent, iar mama sa a servit consiliului de administrație pentru Interstate BankSystem și United Way. Bunicul mamei lui Gates a fost J. W. Maxwell, președintele băncii naționale a Americii. Gates are o soră mai mare, Kristi (Kristianne), și o soră mai mică, Libby. El era al patrulea cu acest nume în familia sa, dar este cunoscut sub numele de William Gates III sau "Trey", pentru că tatăl său primise sufixul „II”. Când Gates era mic, părinții lui se gândeau la o carieră juridică pentru el. Familia sa mergea regulat la o  biserică a Congregational Christian Churches (Bisericile creștine Parohiale), o confesiune protestantă reformată.
La 13 ani s-a înscris la Școala Lakeside, o școală exclusivă de pregătire. Când era clasa a opta, a utilizat veniturile Școlii Lakeside să cumpere un Teletype model 33 ASR și un calculator pentru elevii școlii. Gates a avut ca interes programarea sistemului GE în Basic, și a fost scutit de la clasa de matematică ca să-și urmărească interesul său. El a scris primul program pe această mașină:o punere în aplicare a jocului Tic-Tac-Toe, care a permis utilizatorilor să joace împotriva computerului. Gates a fost fascinat de mașină și cum s-ar executa întotdeauna un cod software perfect. Când a reflectat acel moment, el a spus: „Nu a fost doar ceva despre mașină”. După ce donațiile s-au terminat, el împreună cu alți colegi au căutat să își petreacă timpul lucrând la sisteme ca DEC PDP minicomputers. Unul dintre aceste sisteme a fost un PDP-10 ce aparținea celor de la Computer Center Corporation (CCC), ce a interzis patru studenți - Gates, Paul Allen, Ric Weiland și Kent Evans - în vara în care au fost surprinși căutând slăbiciuni în sistemul de operare pentru a primi ore gratuite la computer.
La sfârșitul interzicerii, cei patru studenți s-au oferit să caute slăbiciuni în soft-ul celor de la CCC în schimbul primirii de ore gratuite la computer. În loc să studieze sistemul prin Teletype, Gates s-a dus la birourile celor de la CCC și a studiat codul sursă a unor programe care rulau sistemul, incusiv programe în FORTRAN, LISP și limbaj de mașină. Înțelegerea cu CCC a continuat până în 1970, când compania a dat faliment. Următorul an, Information Sciences, Inc. a angajat cei patru studenți din Lakeside să scrie un program în COBOL, oferindu-le computere și bani. După ce administratorii au devenit convinși de capabilitățile de programare ale lui Gates, acesta a scris programul școlii pe calculator care stabilea ordinea intrării elevilor în sălile de curs. El a modificat codul în așa fel încât să nimerească în săli cu mai multe fete. A declarat mai târziu că ”a fost greu să mă îndepărtez de o mașinărie la care îmi demonstram abilitățile cu succes.” La 17 ani, Gates a format o alianță cu Allen, numită Traf-O-Data, pentru a face sisteme pentru semafoare bazate pe procesorul Intel 8008. La începutul anului 1973, Bill Gates a servit ca ucenic în Casa Reprezentativilor din Statele Unite ale Americii.
Gates a absolvit Liceul Lakeside în 1973. A obținut un punctaj de 1590 din 1600 posibile la examenul SAT și s-a înscris la Universitatea Harvard în toamna anului 1973. În timp ce era la Harvard, l-a întâlnit pe Steve Ballmer, care mai târziu l-a înlocuit la șefia Microsoft.
În anul al doilea la Harvard, Gates a creat un algoritm pentru sortarea clătitelor, ca o soluție pentru o serie de probleme nerezolvate prezentate la un curs de combinare de Harry Lewis, unul dintre profesorii săi. Soluția lui Gates a deținut recordul ca fiind cea mai rapidă pentru peste treizeci de ani. Ideea ce a urmat este mai rapidă numai cu un procent. Soluția lui a fost recunoscută mai târziu într-o lucrare scrisă în colaborare cu specialistul IT de la Harvard Christos Papadimitriou.
Gates nu a avut un plan definitoriu de studiu cât timp a studiat la Harvard și a petrecut mult timp folosind computerele universității. Gates a păstrat legătura cu Paul Allen și ii s-a alăturat acestuia la Honeywell în vara anului 1974. Următorul an, cei doi au lansat MITS Altair 8800 bazat pe Intel 8080 CPU. Cei doi au văzut această oportunitate ca să își pornească propria companie software. Gates a renunțat la Harvard în acel moment. A discutat această decizie cu părinții săi, care l-au susținut când au văzut cât de mult își dorea Gates să pornească compania.

## Microsoft

### Basic

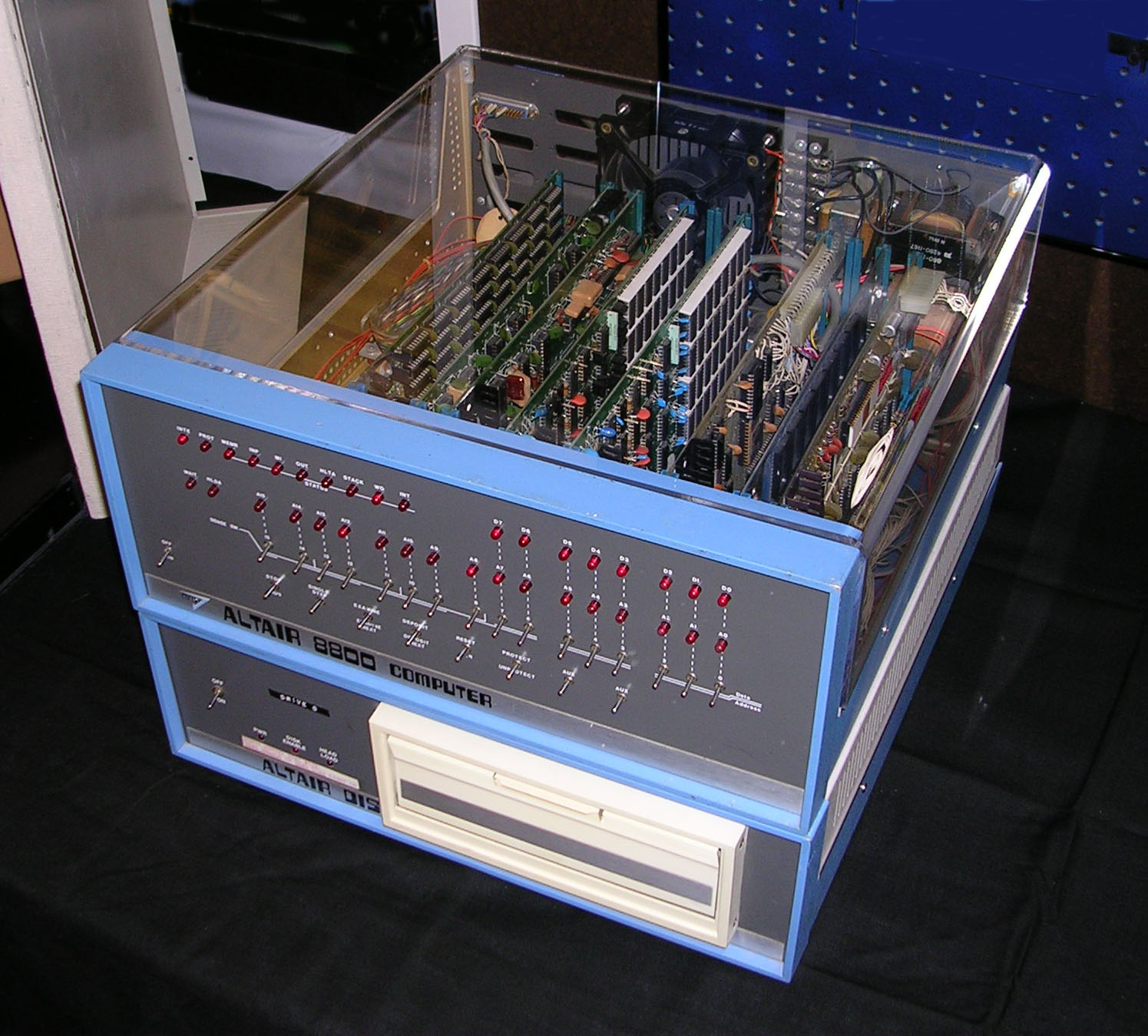
MITS Altair 8800 Computer cu un sistem de 8 inch (200 mm) pe dischetă.

După ce a citit în numărul din ianuarie 1975 a revistei Popular Electronics care demonstra capabilitățile lui Altair 8800, Gates i-a contactat pe cei de la Micro Instrumentation and Telemetry Systems (MITS), creatorii noului microcomputer, pentru a-i informa că el împreună cu alte persoane lucrau la un interpretator BASIC pentru platformă. În realitate, Gates și Allen nu aveau un Altair și nici nu scriseseră un program pentru acesta. Ei doar vruseseră să stârnească interesul celor de la MITS. Președintele MITS Ed Roberts a acceptat ca să îi întâlnească la o demonstrație și pe durata următoarelor câteva săptămâni aceștia au creat un emulator pentru Altair care rula pe BASIC. Paul Allen a fost angajat la MITS și Gates a lipsit o perioadă de la Harvard pentru a lucra împreună cu Allen la MITS în Albuquerque în noiembrie 1975. Cei doi și-au numit parteneriatul ”Micro-Soft” și au avut primul sediu în Albuquerque. Într-un an, cratima a fost scoasă și pe data de 26 noiembrie 1976, numele de ”Microsoft” a fost înregistrat la Oficiul Secretariatului din Statul New Mexico. Gates nu s-a întors niciodată la Harvard să își termine studiile.
BASIC-ul celor de la Microsoft a fost foarte popular printre iubitorii de calculatoare dar Gates a descoperit că o copie a fost scăpată pe piața neagră înainte de lansarea oficială și era piratată pe scară largă. În februarie 1976, Gates a redactat o scrisoare deschisă iubitorilor de calculatoare în newsletter celor de la MITS spunând că MITS nu poate continua să producă, să distribuie și să mențină un soft de calitate fără plată. Această scrisoare nu a avut succes printre amatorii de calculatoare dar Gates a insistat că dezvoltatorii de software trebuie să își ceară banii pe programele dezvoltate. Microsoft a devenit independentă față de MITS la sfârșitul anului 1976 și a continuat să dezvolte limbaje de programare pentru diferite sisteme. Compania s-a mutat de la Albuquerque în noua sa casă din Bellevue, Washington pe 1 ianuarie 1979, după ce în trecut îi fusese refuzată aplicația de împrumut.
În primii ani ai Microsoft, toți angajații companiei aveau responsabilitate față de afacerile acesteia. Gates avea grijă de toate detaliile afacerilor, dar a continuat de asemenea să dezvolte programe. În primii cinci ani, Gates a citit fiecare linie de cod pe care compania sa o publica și de multe ori rescria unele părți dacă acesta considera că este necesar.